# Las Higueras, Durango
Las Higueras är en ort i Mexiko.   Den ligger i kommunen Pueblo Nuevo och delstaten Durango, i den centrala delen av landet, 800 km nordväst om huvudstaden Mexico City. Las Higueras ligger 538 meter över havet och antalet invånare är 120.
Terrängen runt Las Higueras är bergig åt nordost, men åt sydväst är den kuperad. Las Higueras ligger nere i en dal. Runt Las Higueras är det mycket glesbefolkat, med 6 invånare per kvadratkilometer. Närmaste större samhälle är Pueblo Nuevo, 13,1 km öster om Las Higueras. I omgivningarna runt Las Higueras växer i huvudsak lövfällande lövskog.